# Прашкевич, Геннадий Мартович
Генна́дий Ма́ртович Прашке́вич (род. 16 мая 1941, Красноярский край) — русский писатель, поэт, переводчик, публицист, составитель и редактор. Работает в самых разных направлениях научной фантастики: детективной НФ, социальной, лирико-философской и исторической.
Лауреат литературных премий «Аэлита», «Бронзовая улитка», «АБС», «Странник», «Портал», «Золотой Роскон», премии им. И. А. Ефремова и других.

## Основные сведения
Родился в селе Пировское Красноярского края, в 11 лет переехал с родителями в поселок Тайга (Кемеровская область), где и окончил школу. Первые рассказы писать начал ещё в детстве. Тогда же увлёкся палеонтологией, переписывался с известными учеными: Н. Н. Плавильщиковым, Д. И. Щербаковым и И. А. Ефремовым. 
…Я, будучи школьником, написал письмо Ивану Антоновичу Ефремову и крупному ученому Николаю Николаевичу Плавильщикову.

Я понимал, что никто мне не ответит: какой смысл крупному человеку из Москвы писать провинциальному школьнику? К тому времени я чётко понимал, что будущее у меня простое: закончу школу, устроюсь плотником или кочегаром на паровоз, потихоньку начну выпивать… Но при этом были у меня были три мечты: посмотреть мир, прикоснуться к науке и написать когда-нибудь замечательную книжку…
Палеонтолог и писатель Иван Антонович Ефремов пригласил юного школьника в настоящую палеонтологическую экспедицию в западное Зауралье. Осенью 1958-го Прашкевич приехал в Новосибирск и начал работать лаборантом в Институте геологии и геофизики СО АН СССР. Учился в Томском государственном университете (геологический факультет). С 1959 по 1965 годы работал в Отделе палеонтологии и стратиграфии палеозоя Института геологии и геофизики СО АН СССР (Новосибирск), с 1965 по 1971 годы в Сахалинском комплексном научно-исследовательском институте СО АН СССР (Южно-Сахалинск) — лаборатория вулканологии, c 1971 по 1983 годы в «Западно-Сибирском книжном издательстве» (Новосибирск), откуда вынужден был уйти после цензурного запрета его книги «Великий Краббен». Объехал многие страны мира. С геологическими и палеонтологическими экспедициями работал на Урале, в Сибири, на Дальнем Востоке, Камчатке, Курильских островах. Вспоминал, что Курилам «отдал лучшие годы».
Первая публикация — стихотворение «Тёма Ветров» (1956), в прозе — фантастический рассказ «Остров Туманов» (в 1957 году в журнале «Тайгинский рабочий»). Тогда же — в 1957 году — и в том же журнале «Тайгинский рабочий» опубликованы стихотворения Прашкевича «Песня о туристах» и «Дружба», а также очерк «В поисках динозавров». В 1968 году была подготовлена к выходу первая книга Прашкевича — поэтический сборник «Звездопад», но по идеологическим причинам набранный тираж книги был рассыпан (в частности, в ту «книжку вошёл цикл стихов о Болгарии — стране, которая многие годы была мне родной, пока неистовые болгарские реформаторы не превратили мавзолей Георги Димитрова в общественный туалет»). Через год выходит повесть Прашкевича о геологах «Такое долгое возвращение» (1969). В дальнейшем он вернулся к фантастике: в 1974 году была издана повесть Прашкевича «Мир, в котором я дома», а в 1978 году — первая научно-фантастическая книга «Разворованное чудо». Выходили и другие книги: «Люди Огненного Кольца» (1977), «Эти вечные, вечные вопросы!..» (1979), «Курильские повести» (1981) и пр. Повести и романы «Разворованное чудо», «Царь-Ужас», «Секретный дьяк», «Носорукий», «Кормчая книга», «Теория прогресса» и многие другие прочно вошли в «золотой» фонд отечественной литературы.
Член Союза писателей СССР с 1982 года, Союза писателей России с 1992 года, Союза журналистов России с 1974 года, Нью-Йоркского клуба русских писателей с 1997 года, ПЕН-клуба с 2002 года. Заслуженный работник культуры РФ (2007), лауреат многочисленных премий. Был главным редактором журнала «Проза Сибири» (1994—1996), переводил поэзию со многих языков мира.
Перевёл, составил и издал на русском языке антологию современной болгарской поэзии «Поэзия меридиана роз» (1982); книгу стихов корейского поэта Ким Цын Сона «Пылающие листья» (в соавторстве с В. Горбенко), выдержавшую два российских издания и появившуюся на русском языке в Филадельфии и в Нью-Йорке; роман Бруно Травена «Корабль мёртвых». Повести, рассказы и стихи Геннадия Прашкевича издавались в США, в Англии, в Германии, во Франции, в Польше, в Болгарии, в Югославии, в Румынии, в Литве, в Узбекистане, в Казахстане, на Украине и других странах. Ряд произведений писателя выходили под псевдонимами. Роман «Пятый сон Веры Павловны» (написанный в соавторстве с Александром Богданом) номинировался на Букеровскую премию (2002).
Живёт в Новосибирском Академгородке. С октября 2004 по октябрь 2010 года работал главным редактором новосибирского книжного издательства «Свиньин и сыновья», с апреля 2008 года ведёт ежемесячный семинар молодых писателей в Новосибирске и Литературный клуб при Доме учёных СО РАН. Кроме множества художественных книг, в 2012—2015 годах выпустил пять биографических книг о классиках научно-фантастической литературы и жанра фэнтези. В соавторстве с Сергеем Соловьёвым в 2018—2019 годах написал две биографические книги о Бенито Муссолини и Стиве Джобсе. Также написал ряд публикаций мемуарного характера — переписку за полвека творческой деятельности «Портрет писателя в молодости» (2021) и роман-воспоминание «Судовая роль (Собеседники)» (2024), в котором писатель рассказывает о своей жизни, о том, как в течение долгих лет расширяется круг тех собеседников, которые помогают (или — мешают) активно работающему писателю формировать собственный взгляд на мир.